# Falaye Sacko
Falaye Sacko (sinh ngày 1 tháng 5 năm 1995) là một cầu thủ bóng đá người Mali thi đấu cho Vitória Guimarães B.

## Sự nghiệp câu lạc bộ
Anh ra mắt chuyên nghiệp tại Giải bóng đá hạng nhất quốc gia Bồ Đào Nha cho Vitória Guimarães B vào ngày 17 tháng 2 năm 2016 trong trận đấu trước Atlético CP.

## Sự nghiệp quốc tế
Sacko ra mắt quốc tế for the Đội tuyển bóng đá quốc gia Mali trong trận giao hữu hòa 1-1 với Nhật Bản vào ngày 23 tháng 3 năm 2018.

## Thống kê sự nghiệp

### Quốc tế
Tính đến ngày 6 tháng 1 năm 2024
| Mali      |      |     |
| Năm       | Trận | Bàn |
| 2017      | 1    | 0   |
| 2018      | 5    | 0   |
| 2019      | 7    | 1   |
| 2020      | 1    | 0   |
| 2021      | 6    | 0   |
| 2022      | 4    | 0   |
| 2023      | 10   | 0   |
| 2024      | 1    | 0   |
| Tổng cộng | 35   | 1   |

### Bàn thắng quốc tế
Bàn thắng và kết quả của Mali được để trước.
| #  | Ngày                | Địa điểm                                   | Đối thủ | Bàn thắng | Kết quả | Giải đấu |
| -- | ------------------- | ------------------------------------------ | ------- | --------- | ------- | -------- |
| 1. | 16 tháng 5 năm 2019 | Sân vận động Jassim bin Hamad, Doha, Qatar | Algérie | 2–1       | 2–3     | Giao hữu |